# Tiro en los Juegos Olímpicos de Los Ángeles 2028
El tiro en los Juegos Olímpicos de Los Ángeles 2028 se realizará en el Campo de Tiro de South El Monte  de Los Ángeles en julio de 2028.